# Igor' Romiševskij
Igor' Anatol'evič Romiševskij (in russo И́горь Анато́льевич Ромише́вский?; 25 marzo 1940 – Mosca, 28 settembre 2013) è stato un hockeista su ghiaccio sovietico, dal 1991 russo.

## Palmarès

### Olimpiadi invernali
- 2 medaglie[1]:
  - 2 ori (Grenoble 1968; Sapporo 1972)

### Mondiali
- 4 medaglie[1]:
  - 3 ori (Svezia 1969; Svezia 1970; Svizzera 1971)
  - 1 argento (Cecoslovacchia 1972)